# تيري دولينج
تيري دولينج (بالإنجليزية: Terry Dowling)‏ هو كاتب خيال علمي أسترالي، ولد في 21 مارس 1947 في سيدني في أستراليا.